# Manuel de Figueiredo
Manuel de Figueiredo est un oratorien portugais, né en 1725 à Macao, mort en 1801. 
Il publia d'abord des ouvrages de grammaire, puis s'attacha à la politique, écrivit en faveur du pouvoir royal, fut nommé membre du tribunal de censure en 1768, puis interprète dans les bureaux des affaires étrangères et de la guerre et membre de la junte de l'instruction publique. Il était membre de l'Académie de Lisbonne. 
Ses principaux ouvrages sont : 
- Exercices des langues latine et portugaise, latin et portugais, Lisbonne, 1751 ;
- Novo methodo da, Grammatica latitia, 1752, in-8 ;
- Doctrina veteris ecclesix de suprema regum potestate, 1765, in-fol., traduit en français, 1766.